# 浦安鎌ヶ谷線
浦安鎌ヶ谷線（うらやすかまがやせん）は、千葉県市川市都市計画道路3・4・18号の名称である。2016年（平成28年）11月10日に全線が開通した。

## 概要
市川市を南北に結ぶ路線で、浦安市境から市川市八幡の国道14号交点までは千葉県道6号市川浦安線として供用されている。
浦安市では都市計画道路3・4・6号市川堀江線として、鎌ヶ谷市では都市計画道路3・4・10号中沢北初富線として整備が行われている。
2016年に最後の未整備区間であった、国道14号から本北方橋までの1.6キロメートル (km) が新たに開通し、浦安市 - 鎌ケ谷市境迄の全線、11.8 kmが開通した。京葉道路京葉市川インターチェンジからニッケコルトンプラザ前を過ぎた先では国道14号との突き当りの丁字路だったが、この突き当りを走る京成線のアンダーパスが整備された。